# Jarret Thomas
Jarret John Thomas (Fairbanks, 6 de abril de 1981) es un deportista estadounidense que compitió en snowboard, especialista en la prueba de halfpipe.
Participó en los Juegos Olímpicos de Salt Lake City 2002, obteniendo una medalla de bronce en la prueba de halfpipe.

## Medallero internacional
| Juegos Olímpicos | Juegos Olímpicos                | Juegos Olímpicos  | Juegos Olímpicos |
| Año              | Lugar                           | Medalla           | Competición      |
| ---------------- | ------------------------------- | ----------------- | ---------------- |
| 2002             | Salt Lake City (Estados Unidos) | Medalla de bronce | Halfpipe         |